# Погореловка (Сумская область)
Погореловка (укр. Погорілівка) — село, Обтовский сельский совет, Кролевецкий район, Сумская область, Украина.
Код КОАТУУ — 5922686803. Население по переписи 2001 года составляло 190 человек.

## Географическое положение
Село Погореловка находится на левом берегу реки Реть, которая через 1 км впадает в реку Десна, выше по течению на расстоянии в 3,5 км расположено село Обтово. Реки в этом месте извилистые, образуют лиманы, старицы и заболоченные озёра.

## История
- На околице села Погореловка обнаружены остатки неолитических поселений, поселения времени бронзы, городище скифских времен.

## Экономика
- Молочно-товарная ферма.
- Детский оздоровительный лагерь «Ласточка».